# Tokka en Rahzar
Tokka en Rahzar zijn twee fictieve gemuteerde superschurken uit het Teenage Mutant Ninja Turtles universum. Ze verschenen voor het eerst in de film Teenage Mutant Ninja Turtles II: The Secret of the Ooze uit 1991.
De twee zijn gebaseerd op tekeningen van stripboektekenaar en schrijver Stephen R. Bissette, die vooral bekend is van strips als Aliens: Tribes, Tyrant, Taboo, en Saga of the Swamp Thing.

## Film
Toen Shredder ontdekte dat het slijm dat de Turtles had gemuteerd tot hun huidige vorm afkomstig was van TGRI (Techno-Global Research Industries), stuurde hij zijn Foot Soldiers om een cilinder van dit slijm te stelen en de wetenschapper Professor Jordan Perry te ontvoeren. Shredder dwong de wetenschapper om het slijm te gebruiken op een alligatorchelydra en een wolf, die hij uit de Bronx dierentuin had gestolen. Door het slijm muteerden de twee tot Tokka en Rahzar.
Jordan had echter in het geheim iets veranderd aan het mutageen. Als gevolg hiervan hadden de twee mutanten het verstand van een baby. De twee zagen Shredder aan voor hun moeder, en noemden hem ook zo. Shredder wilde zich van de twee ontdoen, maar Perry, die sympathie had voor de twee, toonde Shredder de enorme kracht van de twee.
Ondanks hun lage intelligentie waren de twee mutanten door hun enorme fysieke kracht sterke tegenstanders van de Turtles. Bij hun eerste gevecht waren ze bovendien niet voorbereid op een gevecht, en konden maar net ontsnappen. Wel wisten ze Dr. Perry te redden.
Shredder liet een bericht achter voor de Turtles: als ze niet nogmaals tegen de Foot vochten in de haven, zou hij Tokka en Rahzar los laten in Central Park. Voordat ze naar de haven gingen maakten Donatello en Perry een tegengif voor de mutatie.
Bij hun tweede ontmoeten slaagden de Turtles erin Tokka en Rahzar het tegengif in te laten nemen (ze bevroren het mengsel tot ijsblokjes en verborgen deze in een doos donuts). Het middel werkte echter niet; het enige effect was dat ze begonnen te boeren. Tijdens het gevecht belandden de Turtles en Tokka en Rahzar in de nachtclub naast de haven. Perry dook op met de mededeling dat het boeren van de twee de reactie vertraagde. Om te voorkomen dat ze nog meer koolstofdioxide uit zouden boeren, spoten de Turtles de inhoud van een brandblusser leeg in de monden van de twee mutanten. Dit maakte dat het tegengif eindelijk begon te werken, en ze weer terug veranderden naar hun diervormen.

## Animatieserie 1987
Tokka en Rahzar verschenen slechts eenmaal in de eerste animatieserie. In 1993 kwamen ze voor in seizoen 7 aflevering "Dirk Savage: Mutant Hunter". Ze waren twee losgeslagen mutanten die de Turtles in bedwang probeerden te houden. Deze geanimeerde versies van het duo waren slimmer, vooral Rahzar.

## Spellen
Hoewel de oude TMNT videospellen gebaseerd waren op de eerste animatieserie, en het laatste spel gebaseerd op deze serie uitkwam in 1991 (Twee jaar voor Tokka en Rahzar meededen in de serie), kwamen de twee toch voor in drie spellen.
Ze kwamen voor in beide versies van Teenage Mutant Ninja Turtles: Turtles in Time. In de arcade versie zijn ze de eindbazen in het piratenschip level. In de Super NES versie zijn ze de eindbazen in de Technodrome. Ze komen in de twee spellen voor als een dubbele eindbaas en kunnen dus hun aanvallen combineren. Hun lage intelligentie uit de films is ook in de spellen verwerkt: ze raken geregeld per ongeluk elkaar in plaats van de speler, waardoor hun gezondheidsmeter terugloopt. Net als in de film demuteren ze weer tot normale dieren nadat ze verslagen zijn.
Ze deden ook mee in het NES spel Teenage Mutant Ninja Turtles III: The Manhattan Project. Hier moet de speler ze afzonderlijk van elkaar bevechten. Rahzar verschijnt in het Technodrome level kort voor Shredder, en kan ijs spuwen als aanval. Tokka is een eindbaas op een daklevel, en draagt een schild bij zich.